# Henricia mutans
Henricia mutans är en sjöstjärneart som först beskrevs av Jean Baptiste François René Koehler 1909.  Henricia mutans ingår i släktet Henricia och familjen krullsjöstjärnor. Inga underarter finns listade i Catalogue of Life.